# Kevin Ellis (cầu thủ bóng đá, sinh năm 1977)
Kevin Ellis (sinh ngày 11 tháng 5 năm 1977) là một hậu vệ bóng đá người Anh.